# Панель інструментів

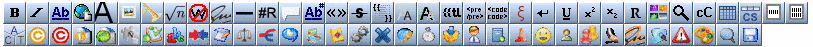
Панель інструментів Вікіпедії з кнопками в 2 ряди

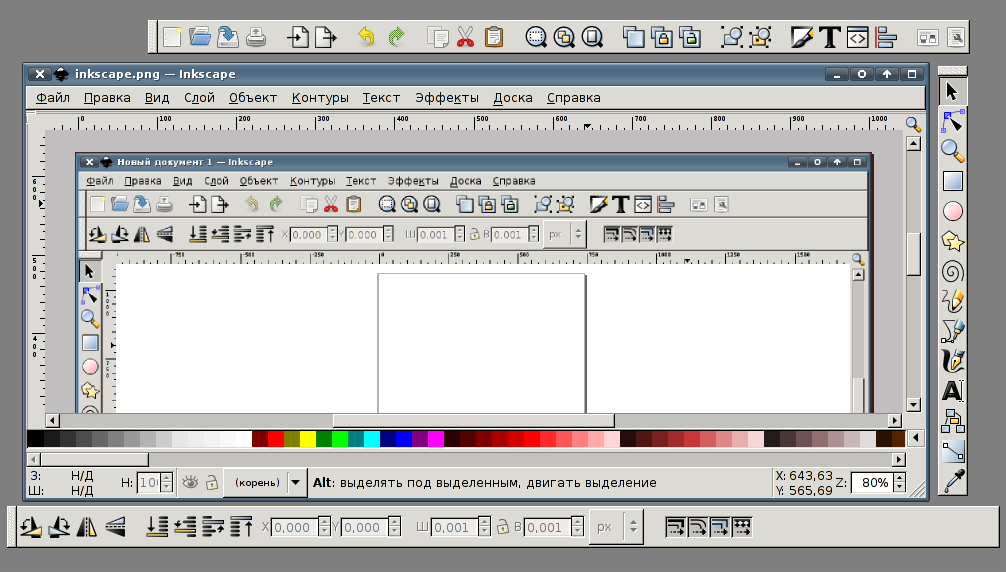
Від'єднувані панелі Inkscape. Усередині показаний Inkscape з від'єднаними панелями

Пане́ль інструме́нтів (англ. toolbar) — елемент графічного інтерфейсу користувача, призначений для розміщення на ньому кількох інших елементів.
Зазвичай є горизонтальним або вертикальним прямокутником, у якому можуть бути відносно постійно розміщені такі елементи, як:
- кнопка
- меню
- поле з текстом (англ. caption) або зображенням (зокрема динамічне, наприклад, годинник)
- список, що випадає.

Зазвичай це елементи, що викликають часто використовувані функції, також доступні з меню вікна (яке теж може перебувати на панелі). 
Функції елементів можуть позначатися значками і (або) текстом. Якщо елементи не вміщаються на панелі, то можуть бути додані кнопки гортання, або меню з цими елементами. У деяких програмах, наприклад, у графічних редакторах, панелі інструментів можна для зручності від'єднувати від вікон, приєднувати назад та до інших вікон, і один до одного.